# Diócesis de Cristalândia
La diócesis de Cristalândia (en latín: Cristalandiensis y en portugués: Diocese de Cristalândia) es una circunscripción eclesiástica de la Iglesia católica en Brasil. Se trata de una diócesis latina, sufragánea de la arquidiócesis de Palmas. Desde el 16 de noviembre de 2016 su obispo es Wellington de Queiroz Vieira.

## Territorio y organización
La diócesis tiene 70 488 km² y extiende su jurisdicción sobre los fieles católicos de rito latino residentes en 15 municipios del estado de Tocantins: Araguaçu, Caseara, Chapada de Areia, Cristalândia, Divinópolis do Tocantins, Dueré, Formoso do Araguaia, Lagoa da Confusão, Marianópolis do Tocantins, Monte Santo do Tocantins, Nova Rosalândia, Paraíso do Tocantins, Pium, Pugmil y Sandolândia; y en 5 municipios del estado de Goiás: Bonópolis, Mutunópolis, Novo Planalto, Porangatu y São Miguel do Araguaia.
La sede de la diócesis se encuentra en la ciudad de Cristalândia, en donde se halla la Catedral de Nuestra Señora del Perpetuo Socorro.
En 2021 en la diócesis existían 18 parroquias agrupadas en 4 regiones pastorales: Goias, Vale do Javaé, Cristal y Vale do Araguaia.

## Historia
La prelatura territorial fue erigida el 26 de marzo de 1956 con la bula Ne quid filiis del papa Pío XII, obteniendo el territorio de la diócesis de Porto Nacional y de las prelaturas territoriales de Bananal y São José do Alto Tocantins, que fueron simultáneamente suprimidas. Originalmente la prelatura territorial de Cristalândia era sufragánea de la arquidiócesis de Goiânia.
El 13 de mayo de 1969 cedió una porción de su territorio para la erección de la prelatura territorial de São Félix mediante la bula Quo commodius del papa Pablo VI.
El 27 de marzo de 1976 cedió otra porción de su territorio para la erección de la prelatura territorial de Santíssima Conceição do Araguaia (hoy diócesis de Santíssima Conceição do Araguaia).
El 27 de marzo de 1996 pasó a formar parte de la provincia eclesiástica de la arquidiócesis de Palmas.
El 10 de julio de 2019 fue elevada al rango de diócesis mediante la bula Christi civitatem e intercambió algunos territorios con la diócesis de Miracema do Tocantins.

## Estadísticas
Según el Anuario Pontificio 2022 la diócesis tenía a fines de 2021 un total de 156 000 fieles bautizados.
| Año                                                                             | Población            | Población | Población      | Sacerdotes | Sacerdotes    | Sacerdotes    | Bautizados por sacerdote | Diáconos permanentes | Religiosos | Religiosos | Parroquias |
| Año                                                                             | Bautizados católicos | Total     | % de católicos | Total      | Clero secular | Clero regular | Bautizados por sacerdote | Diáconos permanentes | Varones    | Mujeres    | Parroquias |
| ------------------------------------------------------------------------------- | -------------------- | --------- | -------------- | ---------- | ------------- | ------------- | ------------------------ | -------------------- | ---------- | ---------- | ---------- |
| 1966                                                                            | 78 000               | 80 000    | 97.5           | 12         |               | 12            | 6500                     |                      | 14         | 14         | 5          |
| 1970                                                                            | ?                    | 90 000    | ?              | 16         | 5             | 11            | ?                        |                      | 14         | 12         | 5          |
| 1976                                                                            | 90 100               | 95 000    | 94.8           | 13         | 1             | 12            | 6930                     |                      | 18         | 18         | 6          |
| 1980                                                                            | 135 851              | 150 851   | 90.1           | 12         | 2             | 10            | 11 320                   |                      | 12         | 17         | 5          |
| 1990                                                                            | 177 000              | 195 000   | 90.8           | 14         | 5             | 9             | 12 642                   |                      | 11         | 35         | 17         |
| 1999                                                                            | 206 000              | 229 000   | 90.0           | 13         | 4             | 9             | 15 846                   |                      | 11         | 38         | 7          |
| 2000                                                                            | 207 000              | 232 000   | 89.2           | 14         | 5             | 9             | 14 785                   |                      | 9          | 38         | 8          |
| 2001                                                                            | 315 000              | 350 000   | 90.0           | 18         | 8             | 10            | 17 500                   |                      | 11         | 41         | 8          |
| 2004                                                                            | 153 600              | 192 000   | 80.0           | 20         | 10            | 10            | 7680                     | 1                    | 15         | 47         | 6          |
| 2013                                                                            | 172 400              | 214 700   | 80.3           | 21         | 16            | 5             | 8209                     | 1                    | 7          | 25         | 17         |
| 2016                                                                            | 176 700              | 221 000   | 80.0           | 20         | 16            | 4             | 8835                     | 1                    | 5          | 20         | 17         |
| 2019                                                                            | 138 750              | 245 020   | 56.6           | 21         | 19            | 2             | 6607                     |                      | 2          | 23         | 17         |
| 2020                                                                            | 153 068              | 253 750   | 60.3           | 25         | 22            | 3             | 6123                     | 1                    | 6          | 20         | 18         |
| 2021                                                                            | 156 000              | 258 870   | 60.3           | 24         | 21            | 3             | 6500                     |                      | 4          | 22         | 18         |
| Fuente: Catholic-Hierarchy, que a su vez toma los datos del Anuario Pontificio. |                      |           |                |            |               |               |                          |                      |            |            |            |

## Episcopologio
- Jaime Antônio Schuck, O.F.M. † (25 de noviembre de 1958-11 de mayo de 1988 retirado)
- Olívio Teodoro Obalhe, O.F.M. † (11 de mayo de 1988 por sucesión-29 de septiembre de 1989 falleció)
- Heriberto John Hermes, O.S.B. † (20 de junio de 1990-25 de febrero de 2009 retirado)
- Rodolfo Luís Weber (25 de febrero de 2009-2 de diciembre de 2015 nombrado arzobispo de Passo Fundo)
- Wellington de Queiroz Vieira, desde el 16 de noviembre de 2016